# Adam Sudoł (duchowny)

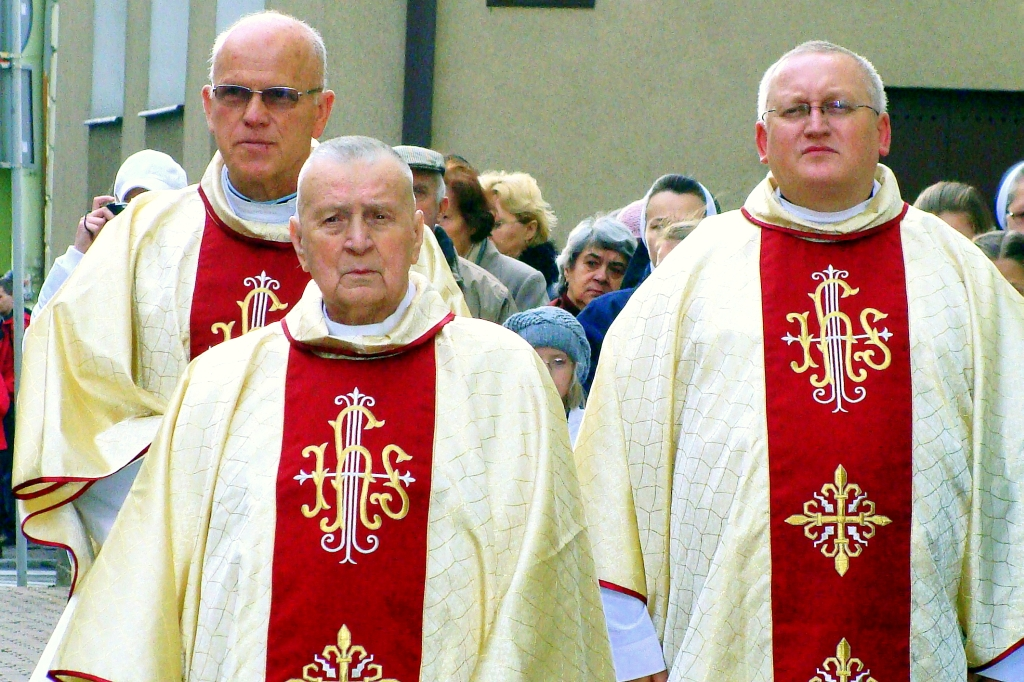
Ks. Adam Sudoł (w środku na pierwszym planie) w 2010. Po prawej franciszkanin o. Zbigniew Kubit

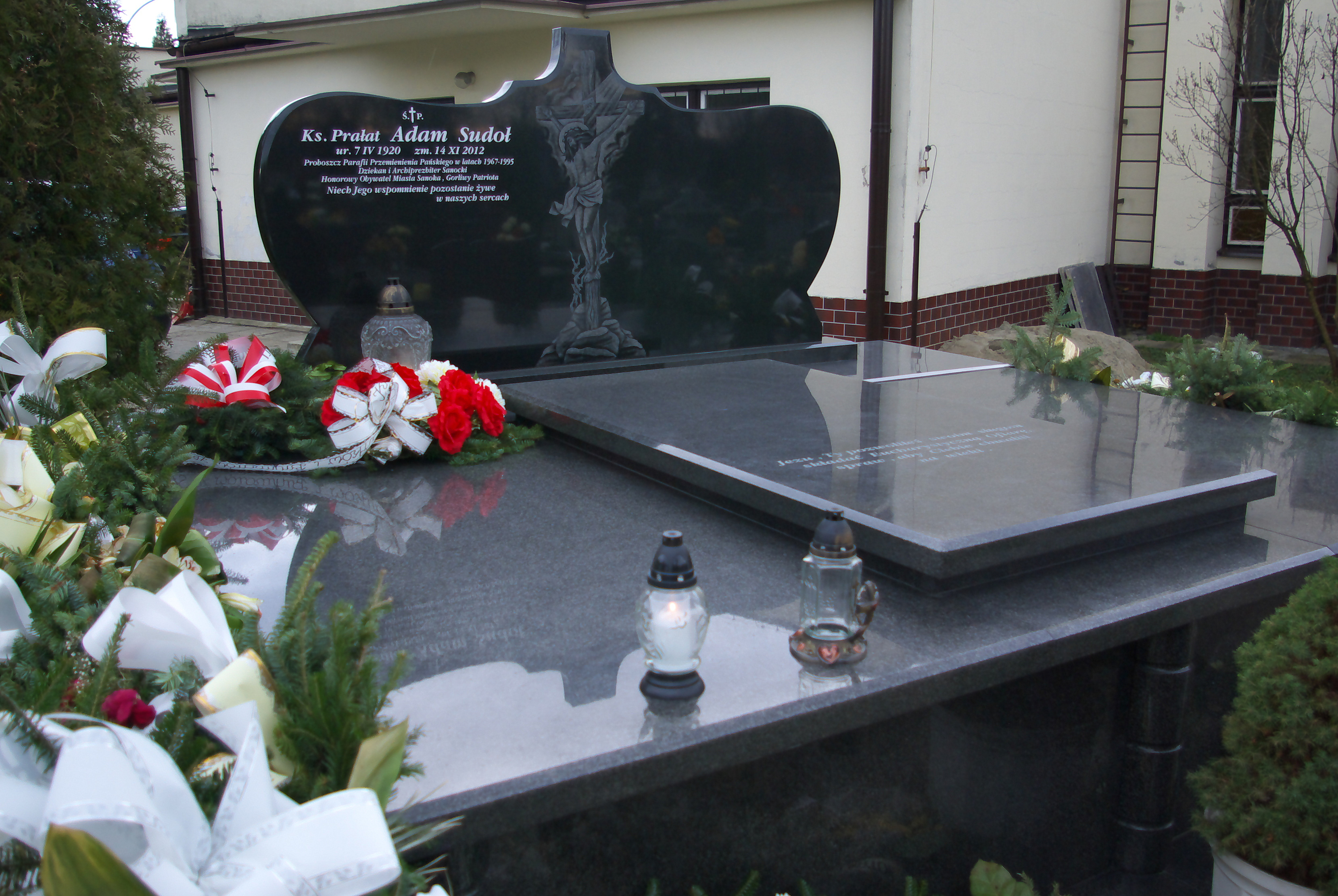
Grobowiec ks. Adama Sudoła

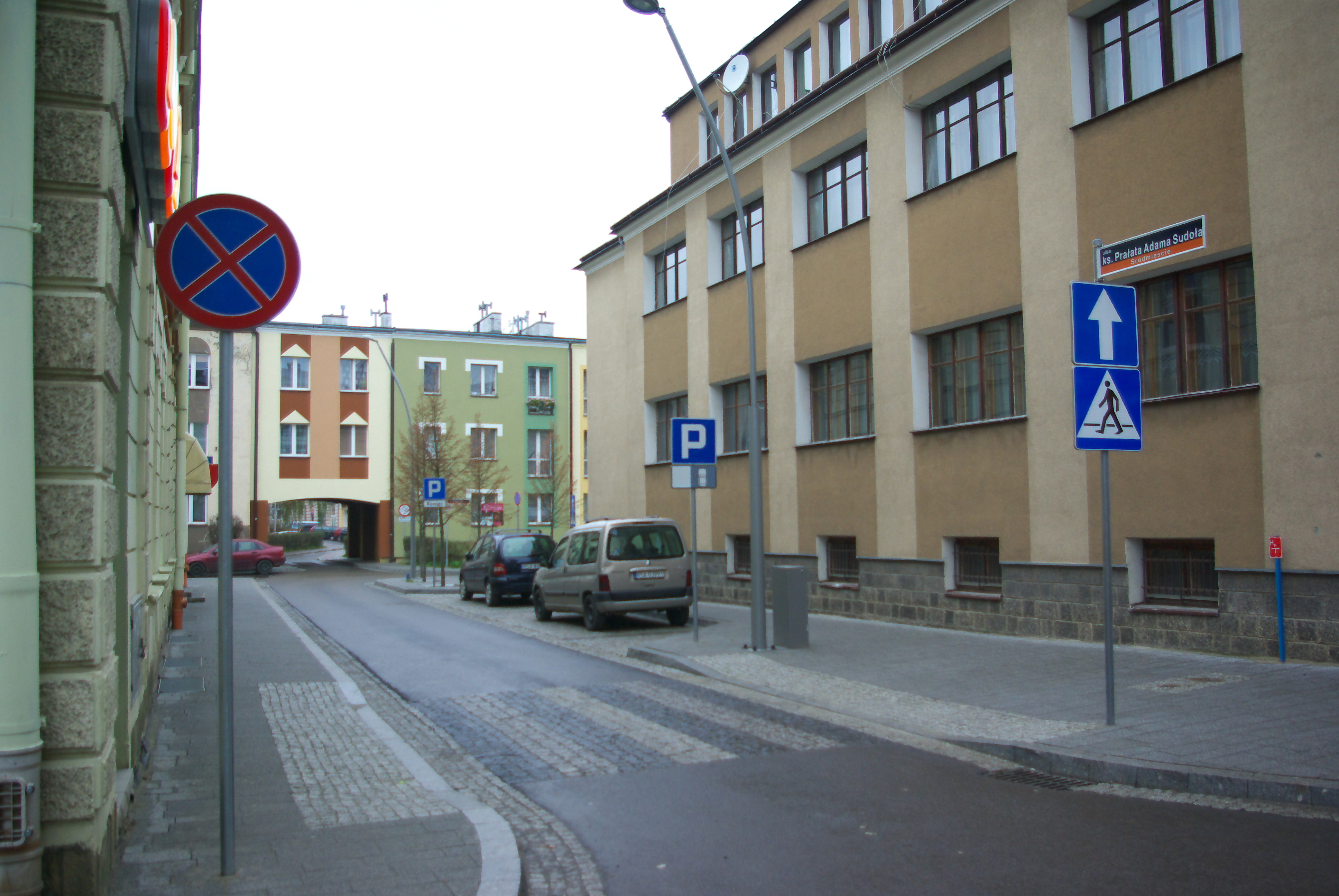
Ulica ks. Prałata Adama Sudoła w Sanoku

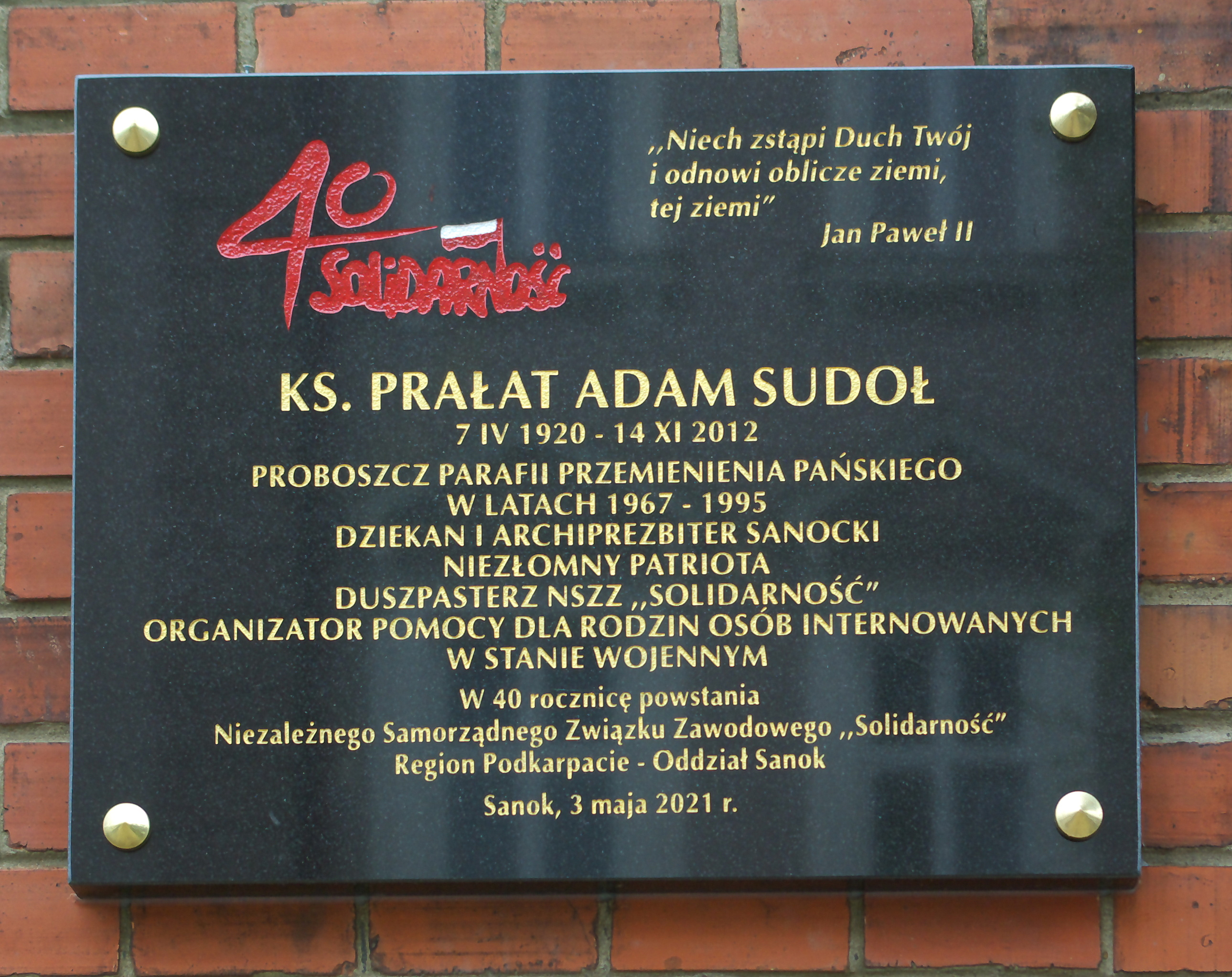
Tablica upamiętniająca ks. Adama Sudoła w Sanoku

Adam Sudoł (ur. 7 kwietnia 1920 w Lipnicy, zm. 14 listopada 2012 w Sanoku) – polski duchowny rzymskokatolicki, prałat, wieloletni proboszcz i dziekan w Sanoku.

## Życiorys
Syn Jana Sudoła posła na Sejm Ustawodawczy II Rzeczypospolitej, i Teresy z domu Straub, która pochodziła ze spolonizowanej rodziny niemieckiej. Miał siedmioro rodzeństwa.
Szkołę powszechną pięcioklasową ukończył w Lipnicy. Następnie uczył się w I Państwowym Gimnazjum im ks. Stanisława Konarskiego w Rzeszowie (1931–1936) i II Państwowym Gimnazjum im. Kazimierza Morawskiego w Przemyślu (1936–1939), gdzie zdał egzamin dojrzałości w 1939 (równolegle ukończył Małe Seminarium Duchowne). Absolwent Wyższego Seminarium Duchownego w Przemyślu (w czasie wojny zajęcia prowadzono w letniej rezydencji w Brzozowie-Zdroju, zw. też Las Brzozowski). Uzyskał tytuł magistra teologii. Święcenia kapłańskie otrzymał 30 grudnia 1944 roku w bazylice Wniebowzięcia Najświętszej Maryi Panny w Starej Wsi. Pełnił posługę w parafiach: Miechocin-Tarnobrzeg (kościół św. Marii Magdaleny, 1945–1947), Majdan Królewski (parafia św. Bartłomieja Apostoła, 1947–1949), Rzeszów (Parafia św. Wojciecha i Stanisława, 1949–1951), Krosno (Parafia Trójcy Przenajświętszej), 1951, Hyżne (1951–1953), Niewodna (Parafia Świętej Anny, 1953–1957), Stalowa Wola (Parafia św. Floriana, 1957–1962, u boku ks. Józefa Skoczyńskiego), Przeworsk (1962–1962, pracował jako katecheta), Munina (1964–1967, proboszcz). W latach 1967–1995 pełnił urząd proboszcza parafii pw. Przemienienia Pańskiego w Sanoku (od 30 maja 1967 wikary ekonom, od 14 czerwca proboszcz), od 13 marca 1971 do 1995 był dziekanem dekanatu Sanok-Zachód, do 1978 archiprezbiterem, od 12 grudnia 1978 prałatem scholastykiem Brzozowskiej Kapituły Katedralnej. Otrzymał godności E.C. (Expositorium Canonicale) w 1967 i R.M. (Rochettum et Mantolettum) 13 grudnia 1971. Z dniem 31 lipca 1995 roku, po 28 latach proboszczowania i ukończeniu 75 życia, po wniesieniu własnego wniosku, przeszedł na emeryturę (8 sierpnia 1995 obowiązki proboszcza przejął ks. Marian Burczyk). Zamieszkał w kamienicy przy ul. Jana III Sobieskiego. Przy sanockiej farze zainicjował powstanie Klubu Inteligencji Katolickiej. W latach 1996–1998 współpracował z Radiem Via.
W 1976 sygnatariusz petycji ws. uwięzionych robotników Ursusa i Radomia. Od 1978 organizator mszy św. i uroczystości patriotycznych w Sanoku z okazji 11 Listopada. Od 1980 nieformalny kapelan sanockiej „Solidarności”, współorganizator uroczystości patriotycznych (m.in. pierwszej od czasów przedwojennych mszy św. 3 V 1981 na rynku w Sanoku, w której uczestniczyło ok. 7 tys. osób). W okresie stanu wojennego w Polsce organizator pomocy materialnej i prawnej dla rodzin osób internowanych. Osobiście zaangażował się w organizację ucieczki z internowania Antoniego Kołodzieja z Domaradza, współtwórca planu ucieczki internowanego Antoniego Macierewicza ze szpitala w Sanoku w 1982. Na plebanii w Sanoku spotykali się działacze podziemia. W 1989 roku wspierał Komitet Obywatelski „Solidarność” w Sanoku przed wyborami parlamentarnymi 4 czerwca.
Został kapelanem Światowego Związku Żołnierzy Armii Krajowej w Sanoku oraz Związku Sybiraków na województwo krośnieńskie.
W książce pt. Agresor – Ks. prałat Adam Sudoł w dokumentach Służby Bezpieczeństwa i Urzędu do Spraw Wyznań w latach 1957-1989 z 2006 roku, dwóch sanockich historyków Krzysztof Kaczmarski i Andrzej Romaniak przedstawiło obszerne fragmenty poświęcone współpracy miejscowego biskupa prawosławnego Aleksandra Dubeca z SB i jego roli w atakowaniu ks. Sudoła.
Zmarł 14 listopada 2012 w Sanoku wskutek choroby nowotworowej. Został pochowany 16 listopada 2012 roku na Cmentarzu Centralnym w Sanoku.

## Publikacje
- Polska moja Ojczyzna Moja, t. 1 i 2 (1999)
- Kazania i przemówienia, t. 1 i 2 (2000)[24]
- Wybór z Księgi Ogłoszeń Parafii Przemienienia Pańskiego w Sanoku (lata 1967-1995) (2001)[25]
- Ewangeliczna Maria i Marta (2002, opracowanie zbioru wspomnień o Marii Kędzierskiej)
- Moja droga do kapłaństwa (2004)
- Tam był mój dom... Dzieciństwo w rodzinnej Lipnicy. Gimnazjum w Rzeszowie 1931-1936 (2005)

## Odznaczenia i wyróżnienia
- Krzyż Kawalerski Orderu Odrodzenia Polski – leg. nr 41-93 (postanowieniem Prezydenta RP Lecha Wałęsy z 2 marca 1993 na wniosek prezes RM Hanny Suchockiej za wybitne zasługi w pracy duszpasterskiej oraz w walce o nową i niepodległą Polskę; udekorowany przez wojewodę krośnieńskiego Zygmunta Błaża 3 maja 1993 w Sanoku)[26][27][28][29].
- Honorowy Obywatel Królewskiego Wolnego Miasta Sanoka (decyzją Rady Miasta Sanoka z 26 lipca 1994 w uznaniu zasług oddanych dla Miasta poprzez długoletnią pracę duszpasterską i wychowawczą na rzecz mieszkańców Sanoka, a w szczególności za tworzenie zrębów demokracji na szczeblu samorządu lokalnego w III Rzeczypospolitej Polskiej; uroczystość odbyła się 10 listopada 1994)[30].
- Honorowy Członek NSZZ „Solidarność” – Solidarni z Solidarnością (decyzją VII Krajowego Zjazdu Delegatów NSZZ „Solidarność” z 10 czerwca 1995, dekoracja odbyła się 30 sierpnia 1995 w Gdańsku)[31][32][33].
- Złota odznaka honorowa Polskiego Związku Emerytów, Rencistów i Inwalidów (9 maja 1990)[34]
- Tytuł członka honorowego oddziału Polskiego Związku Emerytów, Rencistów i Inwalidów w Sanoku[35]
- Odznaka „Zasłużony dla Sanoka” (28 czerwca 1990)[34][36].
- Legitymacja członkowska Towarzystwa Miłośników Lwowa, oddział w Sanoku – nr 25 (28 września 1990)[34].
- Odznaka Honorowa Polskiego Czerwonego Krzyża IV stopnia – leg. nr 117794 (8 października 1991)[34].
- Odznaka „Przyjaciel Dziecka” – leg. nr 27/276/91 (29 listopada 1991, przyznana przez Towarzystwo Przyjaciół Dzieci)[34].
- Odznaka pamiątkowa 6 Brygady Desantowo-Szturmowej im. St. Sosabowskiego – leg. nr 578 (6 września 1994)[37]
- Tytuł honorowy „Indywidualność Województwa Krośnieńskiego w 1994 roku” (przyznany przez dziennikarzy tygodnika „Kurier Podkarpacki” i sejmik samorządowy województwa krośnieńskiego)[37].
- Tytuł „Zasłużony dla Towarzystwa” – leg. nr 494/95 (przyznany przez Zarząd Główny Towarzystwa Pomocy im. św. Brata Alberta 16 sierpnia 1995)[37].
- Tytuł członka honorowego Związku Sybiraków – leg. nr 6888/96 (przyznany przez Zarząd Główny Związku Sybiraków 17 marca 1996)[37][38] oraz Odznaka Honorowa za Zasługi dla Związku Sybiraków (oba wyróżnienia wręczone w Sanoku 19 czerwca 1996)[39].
- Odznaka 85-lecia Harcerstwa Sanockiego (1996)[21].
- Nagroda Zarządu Województwa Podkarpackiego w dziedzinie kultury i sztuki (1999)[40].
- Tytuł honorowego członka koła PCK przy zarządzie oddziału PZERiI w Sanoku (2000)[41]
- Medal Grzegorza z Sanoka (2003)[42].
- Medal „Zasłużony dla NSZZ Solidarność” (2007)[43].

W okresie PRL ks. Adam Sudoł odmówił przyjęcia Złotego Krzyża Zasługi.

## Upamiętnienie
30 lipca 2013 Rada Miasta Sanoka nazwała imieniem ks. Prałata Adama Sudoła odcinek ulicy w dzielnicy Śródmieście, wiodącej przy plebanii Parafii Przemienienia Pańskiego, do zbiegu z ulicą Grzegorza z Sanoka.
W 2004 ukazała się publikacja pt. Sługa Najwyższego Kapłana : na 60-lecie posługi kapłańskiej Księdza Prałata Adama Sudoła, autorstwa ks. dr. Andrzeja Skiby.
3 maja 2021 na ścianie obok wejścia do kamienicy przy ul. Jana III Sobieskiego 10 w Sanoku odsłonięto tablicę upamiętniającą ks. Adama Sudoła, ufundowaną przez środowisko „Solidarności”.